# Рэмси, Джейд
 Джейд Николь Рэмси  (англ. Jade Nicole Ramsey; род. 10 февраля 1988, Лондон, Великобритания) — английская актриса
.  Известна своей ролью Патрисии Уильямсон в телесериале «Обитель Анубиса». У Джейд есть сестра-близнец  по имени Никита.

## Биография
Её первая профессиональная актёрская работа —  это X-Men 2  (близнецы X-Kid).
После переезда в Лос-Анджелес Джейд приняла участие сразу в нескольких проектах, среди которых полнометражный фильм «Миф об американской вечеринке» ― в ходе работы над ролью Анны Эбби она избавилась от своего английского акцента. Фильм был показан на Каннском кинофестивале в этом году и демонстрировался в рамках «Международной недели критиков». Он также получил награду в номинации «Лучший актерский ансамбль» на кинофестивале SXSW, премию в номинации  «Лучший прорыв в области независимого кино»  на Мюнхенском кинофестивале 2010 года и был приобретен IFC для проката в США. Рэмси также можно увидеть в фильме «Все о зле» ― чёрной комедии с участием Томаса Деккера, Наташи Лионни, Эльвиры и Минка Стоула.
В течение двух лет Рэмси работала кинокритиком в «Movie Mob» ― самом популярном телевизионном шоу на канале Reelzchannel TV. Она и её сестра выступали в роли «британских близнецов», которые еженедельно вели свой блог, делая обзоры трейлеров и недавно вышедших фильмов и показывая пародии. Рэмси также озвучила несколько проектов («The Seeker», роль главной героини игры для ПК «Agatha Christie: Evil Under the Sun», короткометражный фильм «Baby Monitor» и др.), где использовала свой британский акцент.

## Фильмография
| Год       | Фильм                               | Роль               |
| --------- | ----------------------------------- | ------------------ |
| 2003      | Люди Икс 2                          | Twin X-Kid         |
| 2004      | Ярмарка тщеславия                   | школьница          |
| 2006      | Человек, который продал мир         | Тэподж             |
| 2009      | Концерт Братьев Джонас              | фанатка            |
| 2009      | Геймер                              | Kumdumpsta #2      |
| 2009      | Душа Огонь Возвышение               | Trio #2            |
| 2010      | Всё о зле                           | Веда               |
| 2010      | Миф об американской вечеринке       | Анна               |
| 2010      | Светлана и Иванка II:символ Америки | Клара              |
| 2011—2013 | Обитель Анубиса                     | Патрисия Уильямсон |
| 2011      | Похороненная 2                      | Лаура              |
| 2012      | Серебряный водопад                  | Хизер Даль         |
| 2012      | Глупец                              | Карли              |
| 2016      | Секс-Трип                           | Эдна               |